# Татакі

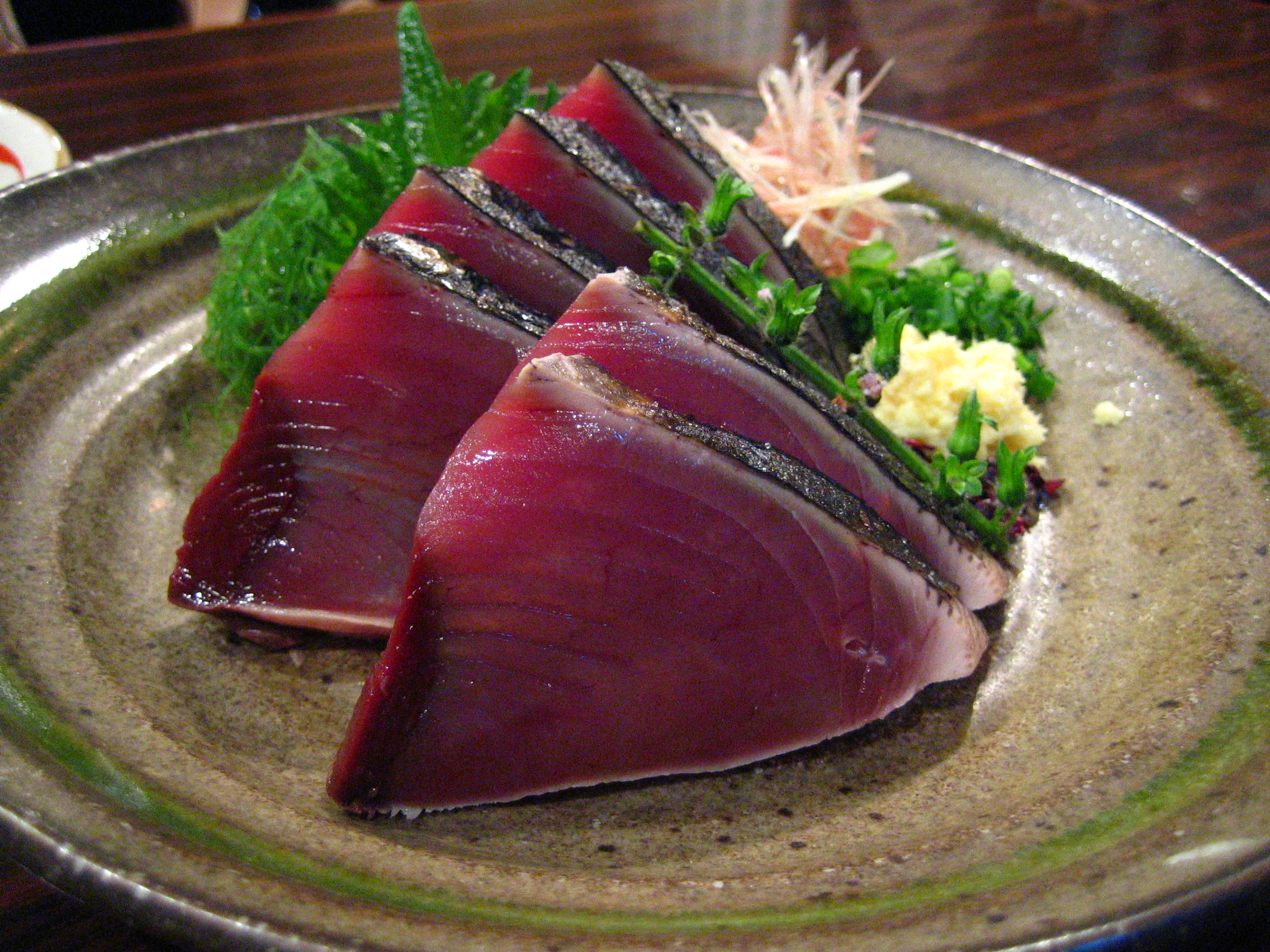
Татакі зі смугастого тунця (カツオのたたき, кацуо но татакі).

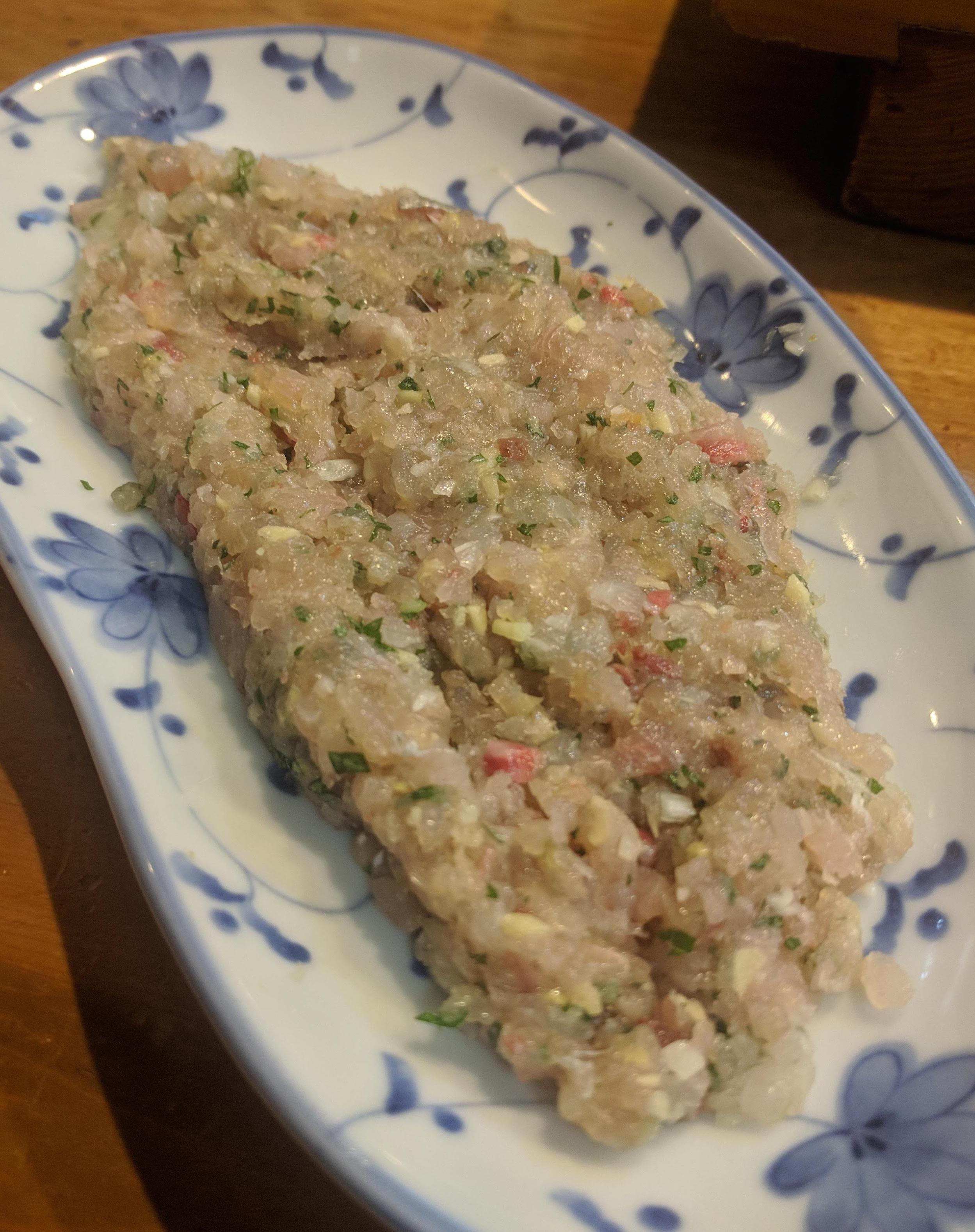
Намеро з префектури Тіба.

Два способи приготування риби або м'яса в японській кухні називаються татакі.
Японською татакі (яп. た た き) означає «потовчений» або «розбитий на шматки».

## Спосіб з термічною обробкою
При першому способі «татакі» м'ясо або рибу (часто тунець) дуже швидко обсмажуються над гарячим полум'ям або на сковорідці, нарізають тонкими шматочками і заправляють імбирем (який подрібнюють або розтирають у пасту, звідси і назва). Часом татакі можуть злегка обмакнути в оцті після смаження. Правильно приготована страва татакі має хрустку скоринку, однак ледве приготовану внутрішню частину. На розрізі, поверхня має бути білою і контрастувати з червоною внутрішньо частиною.
При приготуванні тунця, він може спочатку маринуватися в рисовому оцті чи міріні. Іноді риба швидко занурюється у льодяну воду після смаження, для видалення надлишкового жиру.
Метод виник у провінції Тоса, яка є частиною префектури Коті, звідки інша назва — «тоса-мі». Вважається, що він був створений у 19-ому столітті самураєм Сакамото Рьома. Сакамото провів багато часу в Нагасакі, де він можливо перейняв цей метод приготування від іноземців, які надавали перевагу обсмаженій їжі.

## Спосіб без термічної обробки
При другому способі власне їжа «розбивається на шматки». Рибу подрібнюють і змішують з часником, імбирем, зеленою цибулею. Перед вживанням до суміші можна додати соєвий соус. В префектурі Тіба додають пасту місо та приправи, отриману страву називають намеро (яп. なめろう).
Подібна страва наявна в айнської кухні, де вона називається кітатап (citatap). У ній риба (лосось, угай, ромбові скати, сима, бабець) чи м'ясо (олень, ведмідь, кролик чи бурундук) подрібнюється ударами важким предметом. До отриманої пасти додають подрібнену зелень, заправляють її ламінарією і сіллю.